# Строцень Людмила Дмитрівна
Людмила Дмитрівна Строцень (нар. 2 січня 1961, с. Клинини, Хмельницька область) — український історик, етнограф, пам'яткоохоронець. Дружина Богдана Строценя. Член Національної спілки краєзнавців України (1991), Наукового товариства імені Шевченка (2000) та Спілки археологів України.

## Життєпис
Людмила Строцень народилася 2 січня 1961 року у селі Клинини Волочиського району, нині Хмельницький район Хмельницької области України.
Закінчила Клининську середню школу (із золотою медаллю), історичний факультет Кам’янець-Подільського педагогічного інституту (1982, нині національний університет), Міжнародну школу «Несвіжська академія» (2006, Мінськ-Варшава, спеціальність — охорона та використання історичних пам’яток промислової архітектури та техніки). Працювала учителькою у школах Бережанського і Тернопільського районів Тернопільської области; старшою науковою співробітницею, завідувачкою сектору етнографії, заступницею директора з наукової роботи Тернопільського обласного краєзнавчого музею (1989—2003); викладачкою музейної справи і екскурсознавства у Тернопільській філії Європейського  університету (2003—2004), від 2003 — заступниця директора Тернопільської обласної інспекції охорони пам'яток історії та культури (нині обласний центр охорони та наукових досліджень пам’яток культурної спадщини).
Входила до списку членів журі міжнародного фотоконкурсу «Вікі любить пам'ятки» (2019).

## Доробок
Авторка 
- книг та публікацій з охорони культурної спадщини, історії краю, етнографії, археології[1]
- гасел Тернопільського енциклопедичного словника

Учасниця наукових конференцій.
Книги
- «Повстанські пісні Бережанщини» (2019)
- «Ми минемось, а спомин буде про нас…» (2016)[2][3]

Співорганізаторка фотовиставок: 
- «Пам’ятники Т. Шевченку на Тернопільщині» (2014, Тернопіль, Кременець);
- «Повстанські пам’ятки Тернопільщини» (2017; Тернопіль, Бережани, Зборів);
- «Репресовані за віру» (2016, Тернопіль);
- «А ми тую стрілецькую славу збережемо...», (2016, Тернопіль, Бережани, Потутори)
- «Пам’ятники жертвам депортації на Тернопільщині» (2017; Тернопіль, Монастириська).

### Публікації
Наукові видання
- Строцень Б., Строцець, Л. Нове селище черняхівської культури на Волино-Подільському порубіжні // Давня і середня історія України (історико-археологічний збірник). — Кам’янець-Подільський, 2000. — С. 195-201.
- Панщизняні порядки та скасування кріпацтва у народнопісенній творчості українців//Наукові записки Тернопільського обласного краєзнавчого музею, вип. III,  — Тернопіль, Джура, 2003, — С. 135-148
- Археологічні дослідження Скалатського замку в 2008 році// Тези Міжнародної наукової конференції ”Східноєвропейські старожитності в добу середньовіччя”, присвяченої 90-річчю з дня народження видатного вітчизняного археолога Б.О. Тимощука. — Чернівці, 2009, — С. 58
- Дослідження історичної частини міста Скалат//Археологічні дослідження в Україні, 2009, Збірник наукових праць, — Київ - Луцьк, 2010, —  С. — 389-390
- Археологічні дослідження Скалатського замку у 2008 році//Археологія Правобережної України, вип.2, Збірник наукових статей,  присвячених пам’яті Ігоря Герети, — Київ, 2010, — С. 249-253
- Історія дослідження оборонних споруд на Тернопільщині//Археологія і давня історія України. Вип.4. Актуальні проблеми археології України. — К: ІАНАНУ, 2010 — С. 292-300
- Замки Тернопільщини за матеріалами археологічних досліджень// Нові дослідження пам’яток козацької доби в Україні, Вип. 20, ч.1,  Збірник наукових праць,  — Київ, 2011, — С. 91-96
- Історія дослідження оборонних споруд на Тернопільщині// Нові дослідження пам’яток козацької доби в Україні, Вип. 21, ч.1,  Збірник наукових праць,  —Київ, 2012, — С. 53-65[4]
- Археологічні дослідження замків Тернопілля// Волино-Подільські археологічні студії, вип.III, Пам’яті Ю. М. Малєєва, — Луцьк, 2012, —  С. 192-197[5]
- Ігор Герета — археолог, дослідник Тернопільщини // Наукові студії : Збірник наукових праць / Історико-краєзнавчий музей м. Винники. — Львів — Винники: Вид-во «Апріорі», 2013. — Вип. 6. — С. 109-116
- Пам’ятники Тарасу Шевченку на Тернопільщині (до 200-ліття від дня народження) // Брідщина — край на межі Галичини і Волині, вип. 7, Матеріали восьмої краєзнавчої конференції, присвяченої Міжнародному дню музеїв, — Броди,  2014, — С. 103 - 108
- Строцень Б., Строцень, Л. Мильне V — новий могильник пізньоримського часу на Волино-Подільському порубіжжі// Badania archeologiczne w Polsce środkowowschodniej, zachodniej Białorusii Ukrainie w roku 2013. Streszcenia wystampień. — Lublin, 2014
- Строцень Б., Строцень, Л. Замковий палац у Скалаті (спроба історичної реконструкції за матеріалами археологічних досліджень) // Археологія і фортифікація України. — Кам’янець-Подільський, 2014. — С. 248-253
- Ситник О., Строцень Б., Строцень Л., Ягодинська М., Сохацький М., Дерех, О. Археологія Тернопільщини// Тернопільщина. Історія міст і сіл, т. 1, — Тернопіль: ТзОВ  «Тернограф», 2014, — С. 21- 36
- Глиняні люльки з Тернопільщині  за матеріалами археологічних досліджень  та з колекції Борщівського краєзнавчого музею//Наукові записки  Рівненського обласного краєзнавчого музею, вип. XIII, ч. 1, Матеріали наукової конференції, присвяченої 100-річчю від дня народження Ігоря Кириловича Свєшнікова, — Рівне, 2015, — С. 188-202;
- Археологічні дослідження історичної частини Скалата (до питання визначення історичного ареалу міста) // Нові дослідження пам’яток козацької доби в Україні, Вип. 25, Збірник наукових статей, присвячений пам’яті Д. Я. Телегіна, — Київ, 2016, — С. 394-396
- «Ми повстанці — сини України». Пам’ятники повстанської звитяги Тернопільщини// Білий Берег, історико-краєзнавчий та літературний часопис Зборівщини,  вип. 3, — Тернопіль  2017, — С. 177-184[6]
- Презентація фотокаталогу  «Пам’ятки повстанської слави Тернопільщини»// Збірник матеріалів круглого столу: Актуальні питання збереження та використання пам’яток культурної спадщини регіону. — Збараж, 2019 — С.207-212
- Грабовий С. Строцень, Л. Пам’ятки козацької доби на Тернопільщині // Білий Берег:  Історико-краєзнавчий та літературний часопис,  вип. 4-5, — Зборів-Львів, 2019, — С. 417-423

## Нагороди
- Тернопільська обласна премія імені Володимира Гнатюка (2021) — за підготовку та видання ілюстрованого альбому-каталогу «Сакральна скульптура Тернопільщини»[7].